# چقدر عجیبه اسمت فدریکو باشه
چقدر عجیبه اسمت فدریکو باشه (به ایتالیایی: Che strano chiamarsi Federico) محصول ۲۰۱۳ ایتالیا فیلمی مستند به کارگردانی اتوره اسکولا است. فیلم رابطه کارگردان با دوستش و الهام بخشش را، فدریکو فلینی کارگردان به تصویر می‌کشد. فیلم با ورود فلینی ۱۹ ساله به رم و قدم زدن او در اداره مجله مارک اوریلو آغاز می‌شود 